# Hafar Al-Batin
Hafar Al-Batin (en arabe : حفر الباطن, Ḥafar al-Bāṭin) est une ville d'Arabie saoudite dans la province de l'Est. Il est situé à 430 km au nord de Riyad, à 94,2 km de la frontière koweïtienne et à environ 74,3 km de la frontière irakienne. La ville se trouve dans la vallée sèche de l'oued al-Batin, qui fait partie de la plus longue vallée de l'oued Al-Rummah (maintenant sec), qui mène vers Medina et autrefois vidé dans le golfe Persique.

## Histoire
Au premier siècle de l’hégire, en 638 AD, Hafar Al-Batin était juste une route dans le désert, traversée par les pèlerins musulmans, sans aucun approvisionnement possible en eau. Durant le règne du calife Uthman ibn Affan (644 AD - 656 AD), les plaintes des pèlerins ont été entendues par Abou Moussa al-Asha'ari, un compagnon du prophète Mahomet : on a creusé de nouveaux puits le long de cette route dans la vallée d'Al-Batin. 
Le nom de Hafar Al-Batin (arabe : حفر الباطن) est dérivé de ce qui veut dire «le trou de la vallée d'Al-Batin". Au cours de la Guerre du Golfe (1990-1991), Hafar Al-Batin a été la cible de missiles irakiens.

## Population
En 2005, Hafar Al-Batin se compose également d'une trentaine d'agglomérations et villages, et compte 338 636 habitants.
- Hafar Al-Batin, 289 179 28° 26′ 03″ N, 45° 57′ 49″ E
- Qaisumah, 20 887 28° 18′ 32″ N, 46° 08′ 00″ E
- Al-Theebiyah, 12 338 28° 07′ 30″ N, 45° 40′ 03″ E
- Ar Raqa'i, 5 665 29° 01′ 00″ N, 46° 33′ 00″ E
- As Su'ayerah, 3 607
- As Sufayri, 2 481 28° 31′ 25″ N, 45° 48′ 09″ E
- Al-Qalt - Ibn Tuwalah, 1 128 28° 37′ 48″ N, 45° 19′ 48″ E
- Samoudah, 914
- As Sadawi, 822
- Um Qulaib, 612 27° 49′ 50″ N, 45° 58′ 55″ E
- An Nazim, 585 28° 39′ 00″ N, 45° 13′ 12″ E
- Dhabhah, 267
- Um Ashar, 27° 43′ 12″ N, 45° 03′ 36″ E
- Al-Metiahah Al-Janobiyah, 61
- Al-Hamatiyat, 17.

En 2010, Hafar Al-Batin, comprend plus de 35 villages en zone suburbaine, pour une population de 389.993 habitants :
- Hafar Al-Batin environ +271,642 28° 26′ 03″ N, 45° 57′ 49″ E
- Qaisumah environ +22,538 28° 18′ 32″ N, 46° 08′ 00″ E
- Al-Theebiyah environ +14,442 28° 07′ 30″ N, 45° 40′ 03″ E
- Ar Raqa'i environ +5,665 29° 01′ 00″ N, 46° 33′ 00″ E
- As Su'ayerah environ +3,607
- As Sufayri environ +2,481 28° 31′ 25″ N, 45° 48′ 09″ E
- Al-Qalt - Ibn Tuwalah environ +1,128 28° 37′ 48″ N, 45° 19′ 48″ E
- Samoudah environ +914
- As Sadawi environ +822
- Um Qulaib environ +612 27° 49′ 50″ N, 45° 58′ 55″ E
- An Nazim environ +585 28° 39′ 00″ N, 45° 13′ 12″ E
- Dhabhah environ +267
- Um Ashar environ +73 27° 43′ 12″ N, 45° 03′ 36″ E
- Al-Metiahah Al-Janobiyah environ +61
- Al-Hamatiyat environ +17

## Communications
Toutes les rues et les routes sont asphaltées. Le secteur est relié au réseau autoroutier du pays, et de ses voisins.
Hafar Al-Batin a deux aéroports, Qaisumah (AQI|OEPA)à environ 10 km à l'est, et King Khalid Military City Airport (HBT|OEKK) à environ 60 km au sud.

## Districts
- Abu-Musa al-Asha'ari
- Al-Aziziah A
- Al-Aziziah B
- Al-Khalediyah
- Al-Rabwah
- Al-Muhammadiyah
- Al-Baladiyah
- Al-Rawdhah
- Al-Nayefiyah
- Al-Sulaimaniyah
- Al-Faisaliyah

## Climat
Le climat est globalement chaud et sec. La pluie intervient uniquement en hiver. La température varie de 3 à 5 °C certaines nuits d'hiver à 40 à 49 °C les jours d'été.

## Galerie

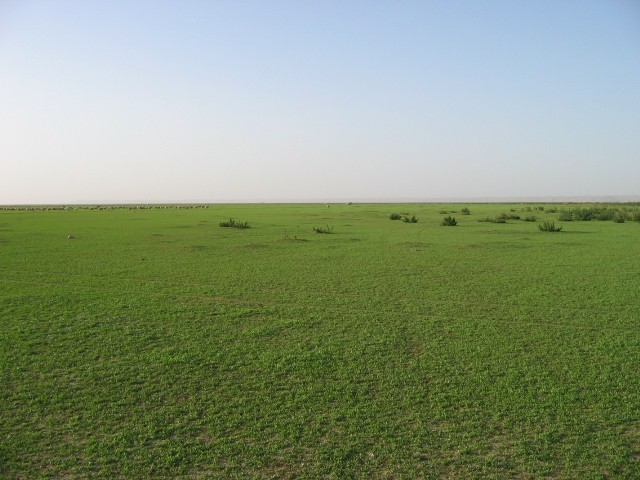
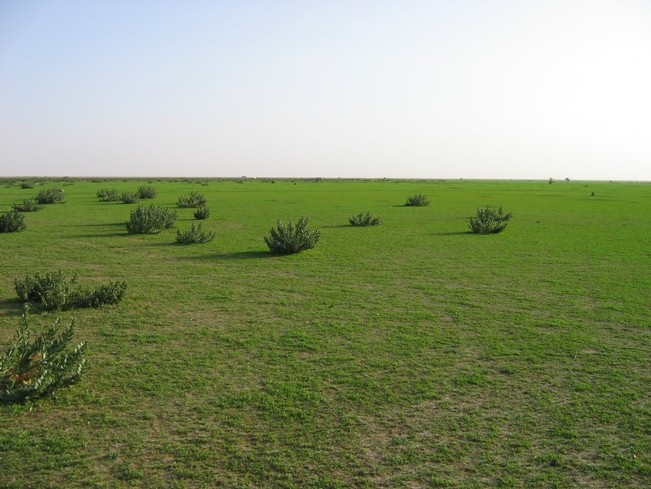
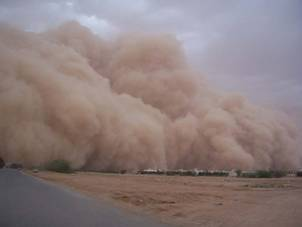
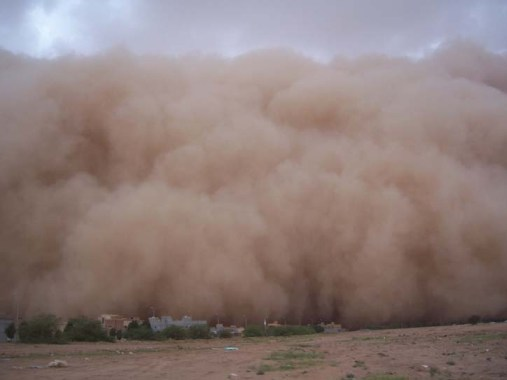
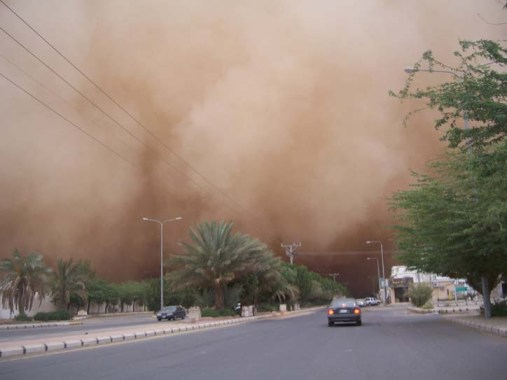
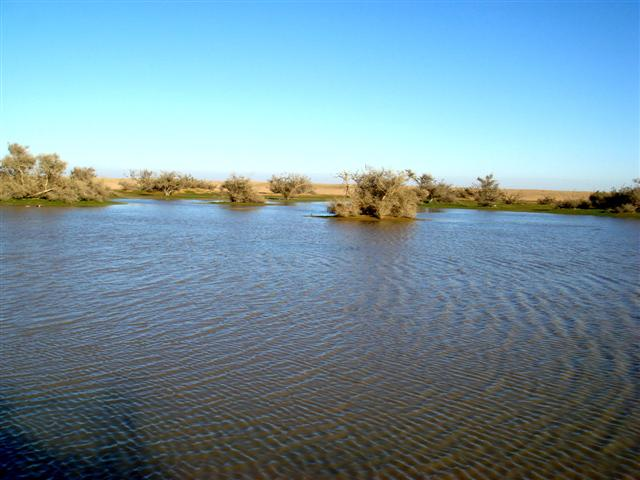
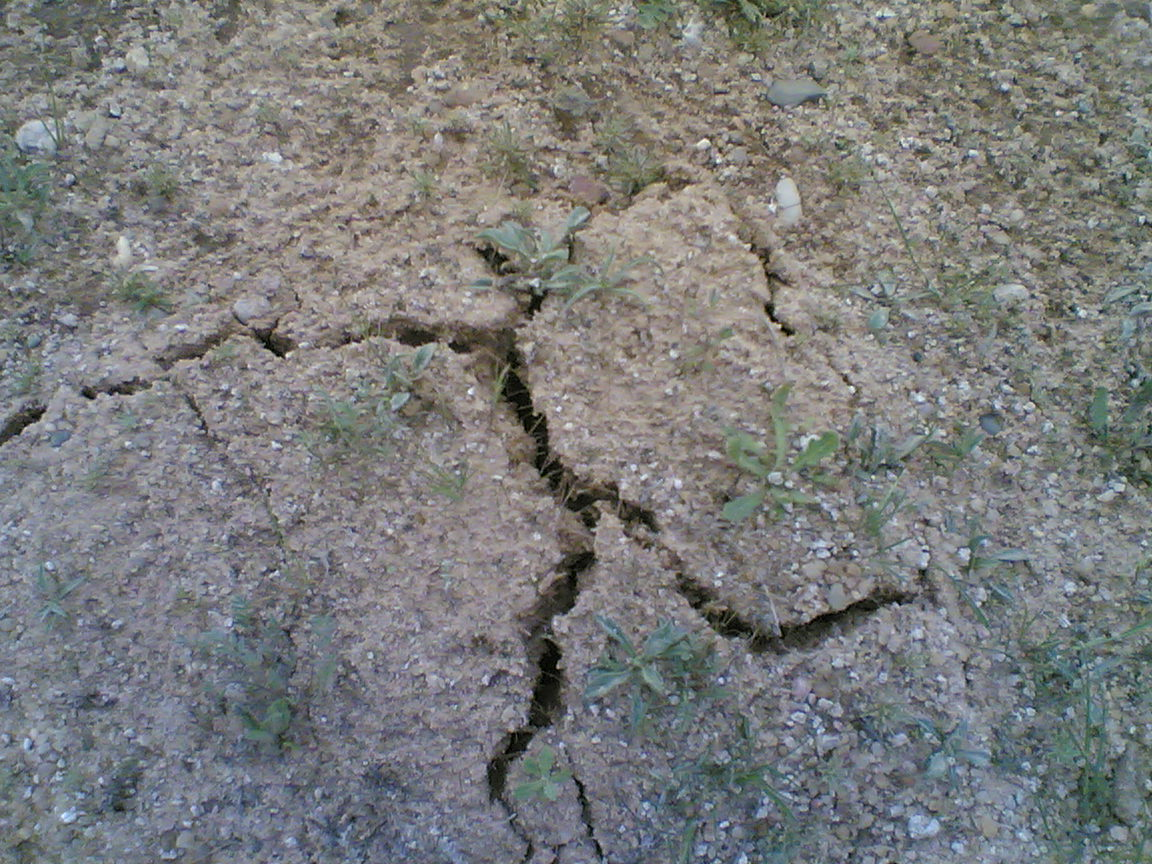
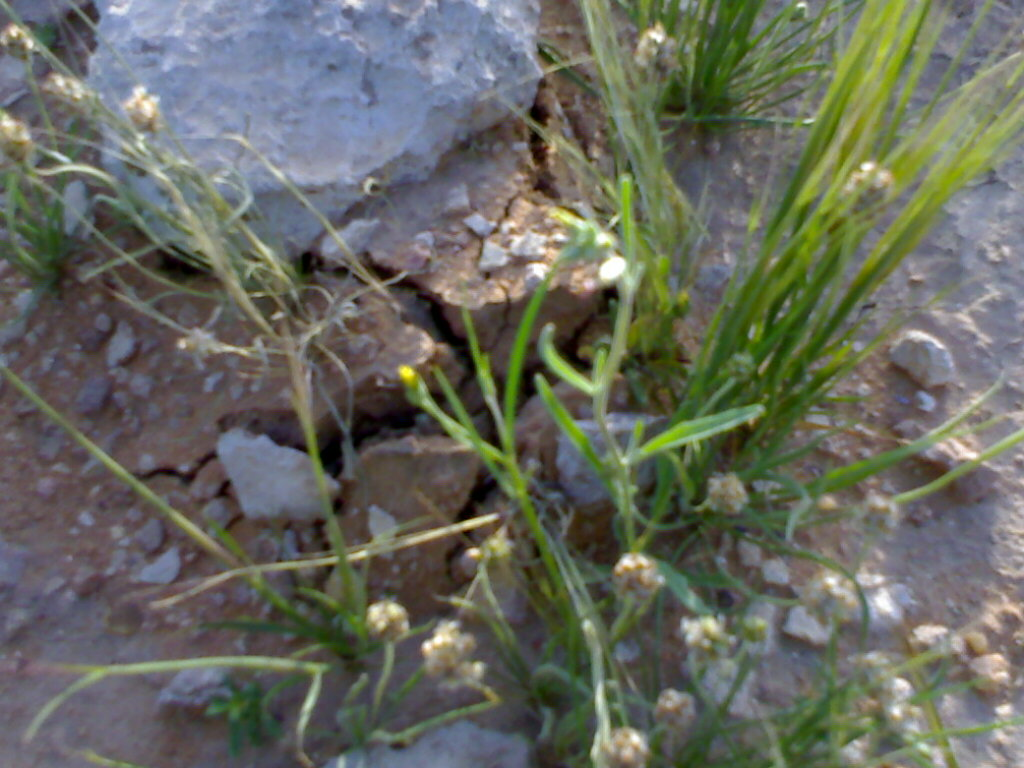